# Дарусенков, Олег Тихонович
Олег Тихонович Дарусенков (4 июня 1932, Смоленск — 11 декабря 2022, Даллас) — советский и российский дипломат. Чрезвычайный и полномочный посол (7 марта 1990).

## Биография
Окончил Московский государственный институт международных отношений (МГИМО) МИД СССР (1956).
В 1956—1966 годах — сотрудник центрального аппарата МИД СССР, посольств в Мексике и Кубе.
В 1966—1989 годах — возглавлял сектор Кубы в Отделе по связям с коммунистическими и рабочими партиями социалистических стран ЦК КПСС.
В 1989—1990 годах — заместитель директора Латиноамериканского департамента МИД СССР.
С 7 марта 1990 по 24 мая 1994 года — чрезвычайный и полномочный посол СССР (с 1991 — Российской Федерации) в Мексике.
В 1980—1990 годах — вице-президент Общества советско-кубинской дружбы.
После 1994 года остался в Мексике, где работал вице-президентом телекомпании Televisa. Затем перебрался в Техас (США).
Умер 11 декабря 2022 года в Далласе (США).

## Публикации
- Куба — остров созидания / О. Т. Дарусенков, Б. В. Горбачев, В. Г. Ткаченко. — М.: Политиздат, 1975.
- Республика Куба: Справочник / О. Т. Дарусенков; Под общ. ред. Г. Х. Шахназарова. — М.: Политиздат, 1976.
- Куба — первое социалистическое государство западного полушария / О. Т. Дарусенков. — М.: Международные отношения, 1977.
- Вчера и сегодня: Сборник рассказов кубинских писателей / Пер. с исп.; Сост. О. Т. Дарусенков. — М.: Воениздат, 1977.
- Республика Куба: Справочник / О. Т. Дарусенков. — М.: Политиздат, 1981.
- Ураган: Повести / Пер. с исп. О. Т. Дарусенкова, М. В. Любимовой; Авт. Д. Л. Ибаньес, Л. А. Бетанкур. — М.: Воениздат, 1981.
- Республика Куба: Справочник / О. Т. Дарусенков; Под общ. ред. Г. Х. Шахназарова. — М.: Политиздат, 1987.